# Shurupak

Localización de las antiguas ciudades sumerias

Shurupak ―también llamada Curuppag o Churupag― fue una antigua ciudad sumeria. Sus restos se encuentran localizados en el yacimiento de Tell Fara, a 200 km al sureste de Bagdad (en Irak) y a 70 km al sudeste de Babilonia.

## Historia
La ciudad de Shurupak se fundó a principios del período Jemdet Nasr.
Antes, durante el período de Uruk, en esa zona había habido algunas aldeas y un pueblo mediano. En esta primera etapa de la ciudad se produjo una gran inundación fluvial que se encuentra probada arqueológicamente y que ha sido datada mediante el método del radiocarbono hacia 2900 a. C. La cerámica policroma de los niveles arqueológicos inmediatamente anteriores a la inundación ha sido datada como perteneciente al periodo de Jemdet Nasr el cual es el predecesor inmediato del período Dinástico Arcaico I.
En ese nuevo período muchas aldeas y pequeños núcleos de población fueron abandonados, desplazándose sus habitantes a las ciudades, en las que el control de los recursos hídricos y agrícolas se hacía más sencillo. Así, durante el dinástico arcaico, Shurupak creció con rapidez, llegando a ocupar 100 ha y a contar con una población de entre 15.000 y 30.000 habitantes.
El desarrollo de la ciudad se vio truncado hacia el 2300 a. C. por un incendio que destruyó completamente la ciudad, pero que facilitó la conservación de los restos arqueológicos cerámicos. Entre ellos ha llamado la atención de los arqueólogos una tablilla que hace referencia al recibimiento de un gran número de hombres procedentes de toda la región, entre cuyas funciones se habrían encontrado tareas agrícolas y militares. Se ha especulado sobre la posibilidad de que se tratase de una fuerza de defensa ante la expansión de la ciudad de Ur, la cual en ese período estaba construyendo su hegemonía sobre el resto de ciudades. En ese caso, el incendio de la ciudad podría explicarse como resultado de la guerra. Sin embargo no hay otros documentos que atestigüen que se produjese un conflicto.
Tras el incendio, Shurupak fue reconstruida, y parece que hacia el 2000 a. C. seguía siendo una ciudad importante, dotándose en esa fecha de murallas. Tras la caída del imperio basado en la hegemonía de la tercera dinastía de Ur, la ciudad cayó en declive.

## Sociedad

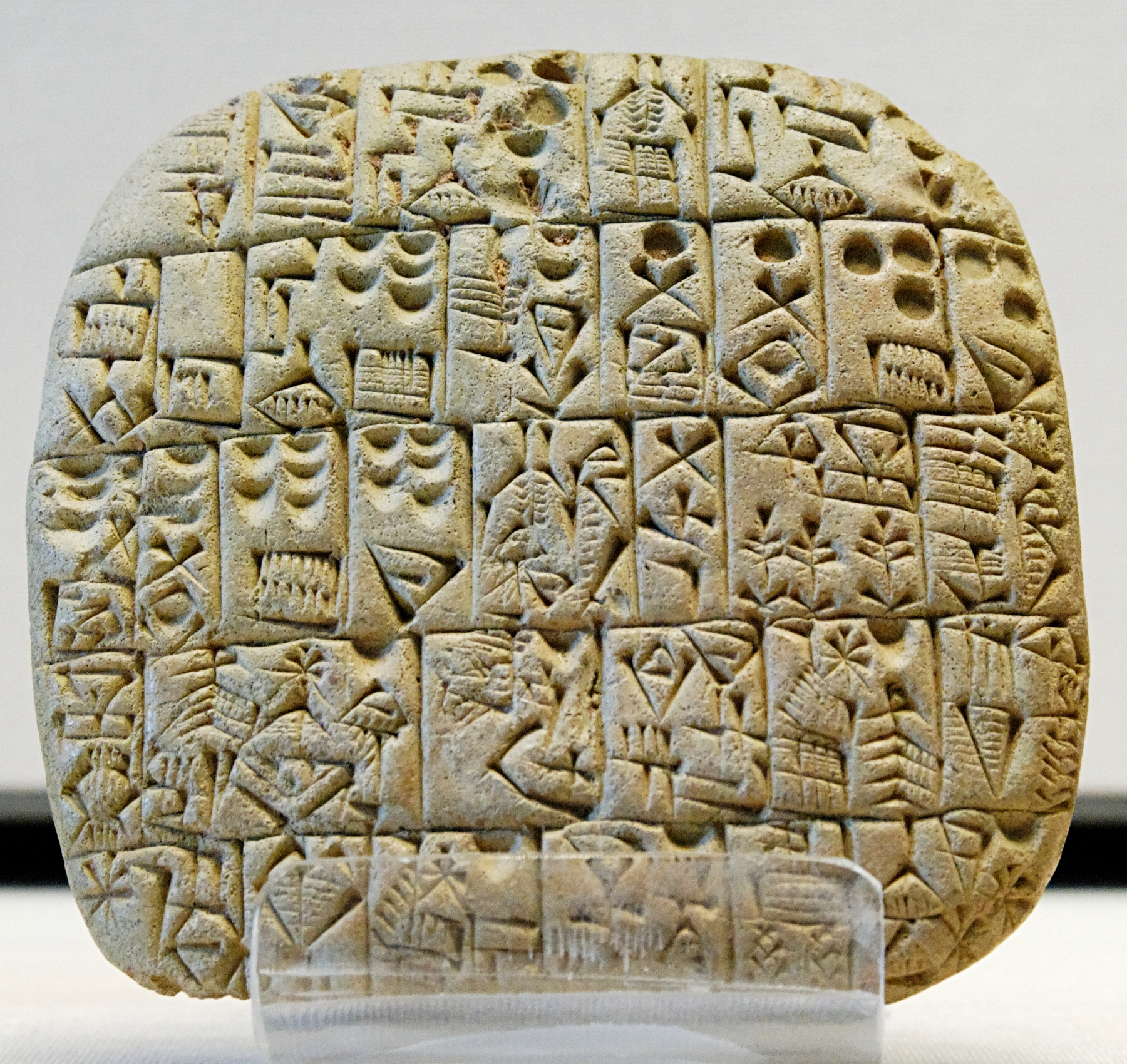
Tablilla del 2600 a. C. (uno de los textos escritos más antiguos del mundo) encontrada en Shurupak. Contiene un contrato en sumerio en escritura precuneiforme acerca de un campo y una casa.

No se ha hallado ningún edificio monumental en las ruinas de Shurupak y la tradición mesopotámica posterior tampoco mencionó ningún culto específico en la ciudad, siendo posible que no tuviese ningún santuario de importancia.
En Shurupak se han encontrado los que se han considerado los primeros documentos escritos: las llamadas tablillas de Fara. En ellas, el sistema de escritura pictográfico ha sido sustituido por un sistema mixto fonológico y pictográfico. El idioma recogido en ellas es sumerio. Entre los primeros textos se encuentran principalmente tablillas de carácter administrativo; sin embargo, también existen colecciones de refranes o "instrucciones", hechizos mágicos y listas de vocabulario orientadas al aprendizaje.
La sociedad de Shurupak parece haber estado al menos en parte jerarquizada al haberse encontrado tablillas con datos administrativos relativos al funcionamiento de la ciudad en casas aparentemente privadas, rodeadas de murallas. Además las tumbas que se han explorado muestran bastante diferencia entre el estatus de unos individuos y otros, visibles en los objetos enterrados junto a ellos. El consenso actual es que existía una combinación de estructuras centrales y comunitarias de poder. Así, cada ciudadano tendría sus propios terrenos y bienes, de los cuales tenía que rendir cuentas, mediante algún tipo de tributo o trabajo, a la ciudad.

## Mitología
En la versión WB-62 de la lista Real Sumeria se mencionan dos reyes/dirigentes de Shurupak. Ziusudra reinó durante 10 shar. Ziusudra está precedido en la lista real por su padre, SU.KUR.LAM, que ostentó también la realeza en Shurupak rigiéndola durante 8 shar.
Shurupak fue conocida en la tradición mesopótamica posterior por haber sido hogar del héroe del Diluvio mesopotámico: Ziusudra Utnapishtim (en el poema de Gilgamesh) o Atrahasis (en la tradición babilónica). Según este mito Enlil, molesto por lo ruidoso de los humanos decide destruirlos. Enki, advertido de sus intenciones y sabiendo que los dioses necesitan los sacrificios que los hombres ofrecen, informa a Atra-hasis de que construya una barca en la cual, una vez comienza la inundación, suben él y su esposa guardando semen de todos los animales. Cuando al fin se retiran las aguas, la pareja ofrece un sacrificio a los dioses que estos reciben hambrientos. Al final, los dioses crean nuevos seres humanos, reprenden a Enlil y otorgan la inmortalidad a Atra-hasis y su esposa. En la versión sumeria de este mismo relato se menciona que Shurupak fue entregada al culto de Sud.

## Trabajos arqueológicos
En 1900 el alemán Hermann Hilprecht realizó una excavación superficial, tras lo que recomendó una exploración en profundidad a la “Sociedad Oriental Alemana” ("Deutsche Orient-Gesellschaft"), que inició los trabajos dos años después. En sus trabajos, los alemanes hallaron 840 tablillas de barro, numerosos sellos e inscripciones de estos así como casas y tumbas. Pese a esto en 1903 se cesó en la excavación. Tras los alemanes, una breve expedición de la Universidad de Pensilvania recogio nuevos objetos e inscripciones. En 1973 se realizó de nuevo una prospección por Harriet Martín de la Universidad de Birmingham, Desde entonces no se han realizado nuevas excavaciones.